# One Voice (Billy Gilman)
One Voice è il primo album in studio del cantante statunitense Billy Gilman, pubblicato il 20 giugno 2000 dalla Epic Nashville, quando l'artista aveva dodici anni.

## Tracce
1. Little Things – 2:25 (Bobby Goldsboro)
2. I Think She Likes Me – 3:07 (Bob Regan, George Teren)
3. What's Forever For (3:27) (Rafe Van Hoy)
4. One Voice – 4:09 (Don Cook, David Malloy)
5. Spend Another Night – 3:46 (Skip Ewing, David Malloy)
6. Little Bitty Pretty One – 2:32 (Robert Byrd)
7. The Snake Song – 3:12 (Bobby Braddock)
8. I Wanna Get to Ya – 3:37 (Gary Baker, Frank Joseph Myers, David Malloy)
9. Oklahoma – 4:04 (John Allen, D. Vincent Williams)
10. There's a Hero – 3:26 (Don Cook, John Barlow Jarvis)

Traccia bonus
1. 'Til I Can Make It on My Own – 3:11 (George Richey, Billy Sherrill, Tammy Wynette)

## Classifiche

### Classifiche settimanali
| Classifica (2000) | Posizione massima |
| ----------------- | ----------------- |
| Stati Uniti       | 22                |

### Classifiche di fine anno
| Classifica (2000) | Posizione |
| ----------------- | --------- |
| Stati Uniti       | 115       |
| Classifica (2001) | Posizione |
| Stati Uniti       | 122       |